# Orlando Pingo de Ouro
Orlando de Azevedo Viana (lub Vianna) (ur. 4 grudnia 1923, zm. 5 sierpnia 2004) – piłkarz brazylijski znany jako Orlando lub Orlando Pingo de Ouro, napastnik.
Urodzony w Recife Orlando karierę piłkarską rozpoczął w 1942 roku w klubie Náutico Recife, gdzie grał do 1945 roku, kiedy to został mistrzem stanu Pernambuco. W 1945 roku przeszedł do klubu Fluminense FC. Razem z Fluminense w 1946 roku zdobył tytuł mistrza stanu Rio de Janeiro. Z kolei w 1948 roku został królem strzelców ligi stanu Rio de Janeiro (Campeonato Carioca).
Jako piłkarz klubu Fluminense wziął udział w turnieju Copa América 1949, gdzie Brazylia zdobyła tytuł mistrza Ameryki Południowej. Orlando zagrał w trzech meczach - z Kolumbią (zdobył bramkę w pierwszej połowie, ale w drugiej połowie nie wykorzystał rzutu karnego), Peru (zmienił na boisku Jaira, a następnie zdobył w końcówce bramkę ustalając wynik na 7:1 dla Brazylii) i Urugwajem (wszedł na boisko za Jaira).
W 1951 roku Orlando razem z Fluminense zdobył swój drugi tytuł mistrza stanu Rio de Janeiro, a rok później pomógł swemu klubowi zwyciężyć w międzynarodowym turnieju Copa Rio de Janeiro 1952.
W klubie Fluminense Orlando grał do 1954 roku, po czym na krótko znalazł się w drużynie Santos FC, by następnie przejść do klubu Clube Atlético Mineiro. Orlando w 1955 roku razem z Atlético Mineiro zdobył tytuł mistrza stanu Minas Gerais. W 1956 roku na krótko został graczem Botafogo FR, by na koniec przejść do klubu Canto do Rio Niterói, gdzie w 1957 roku zakończył karierę piłkarską.
Orlando zmarł 5 sierpnia 2004 roku w Rio de Janeiro.